# Зигфрид Обермайер
Зигфрид Обермайер (на немски: Siegfried Obermeier) е германски журналист и писател, автор на произведения в жанра исторически роман, биография и документалистика на исторически и популярни езотерични теми.

## Биография и творчество
Зигфрид Обермайер е роден на 21 януари 1936 г. в Мюнхен, Германия. След завършване на средното си образование, в периода 1956 – 1981 г. работи като редактор в радиото. През 1962 г. се премества в Обершлайсхайм със съпругата си. От 1970 г. предприема много пътувания до Африка, Азия, Карибите и почти всички европейски страни, предпочитайки Италия предимно за да изследва своите исторически романи. След като се посвещава на писателската си кариера, пише за вестници и списания, включително за списание Artis и като фейлетонист. Сътрудник е и на големия „Майерс лексикон“.
Първата му книга Lago Maggiore, Luganer See, Comer See (Езерото Маджоре, Езерото Лангано, Езерото Комо /Лаго ди Комо/) е издадена през 1972 г. През 1976 г. е редактор на „Тайните дневници на Лудвиг II Баварски“.
Първият му роман Kreuz und Adler – Das zweite Leben des Judas Ischariot (Кръст и орел – Вторият живот на Юда Искариотски) е издаден през 1978 г.
Книгата му Starb Jesus in Kaschmir? Das Geheimnis seines Lebens und Wirkens in Indien (Исус умря ли в Кашмир? Тайната на живота и работата му в Индия) от 1983 г. попада в годишния списък на бестселърите на списание „Шпигел“. Автор е на множество биографии, включително за Валтер фон дер Фогелвайде и Ричард Лъвското сърце.
През 2001 г. е издаден романът му „Сафо. Древната поетеса на любовта“. Преди 26 века Древна Гърция навлиза в периода на своя културен разцвет. На егейския остров Лесбос, разтърсван от политически раздори, една дребна, нежна жена, Сафо, издънка на заможен аристократичен род, дръзва да последва зова на своето предопределение, да захвърли сигурния семеен живот и да се посвети на поезията.
Неговите произведения се основават на внимателно проучени исторически източници и са преведени на много езици. За творчеството си е удостоен с медала Littera.
Зигфрид Обермайер умира на 21 януари 2011 г. в Обершлайсхайм.

## Произведения

### Самостоятелни романи
- Kreuz und Adler – Das zweite Leben des Judas Ischariot (1978)[1][2]
- München leuchtet übers Jahr. Ein bayrischer Roman (1985)
- Mein Kaiser, mein Herr. Ein Roman aus der Zeit Karls des Großen (1986)
- ..und baute ihr einen Tempel. Roman um Ramses II (1987)
- Im Schatten des Feuerbergs. Der Roman Siziliens (1989)
- Caligula. Der grausame Gott (1990)
- Würd' ich mein Herz der Liebe weihn... Wolfgang Amadeus (1991)
- Torquemada. Der Grossinquisitor – Symbol für Angst und Schrecken (1992)
- Im Zeichen der Lilie (1994)
- Kleopatra. Im Zeichen der Schlange. Ein historischer Roman. (1996)
- Die Hexenwaage. Ein Kriminalroman aus dem 17. Jahrhundert. (1997)
- Die schwarze Lucretia. Historischer Kriminalroman (1998)
- Echnaton. Im Zeichen der Sonne (1998)
- Don Juan. Der Mann, den die Frauen liebten (2000)
- Sappho (2001)
Сафо. Древната поетеса на любовта, изд.: „Емас“, София (2021), прев. Борис Парашкевов
- Messalina. Die lasterhafte Kaiserin (2002)
- Kreuz und Adler. Die Geschichte des Judas (2002)
- Salomo und die Königin von Saba (2004)
- Um Liebe und Tod. Das lasterhafte Leben des François Villon (2005)
- Das Spiel der Kurtisanen (2008)
- Der Narr und die Hexe: Ein Agnes-Bernauer-Roman (2010)
- Bianca Lancia – Die Buhle des Kaisers (2011)

### Документалистика
- Lago Maggiore, Luganer See, Comer See (1972)[1]
- Katia Mann, Meine ungeschriebenen Memoiren (1974)
- Münchens Goldene Jahre (1976)
- Walter von der Vogelweide Der Spielmann des Reiches (1980)
- Richard Löwenherz. König, Ritter, Abenteurer (1982)
- Starb Jesus in Kaschmir? Das Geheimnis seines Lebens und Wirkens in Indien (1983)
- als Herausgeber: Das geheime Tagebuch König Ludwig II (1986)
- Die Muse von Rom, Angelika Kauffmann und ihre Zeit (1987)
- Ludwig der Bayer. Herzog und Kaiser (1989)
- Magie und Geheimnis der alten Religionen (1993)
- Die unheiligen Väter. Gottes Stellvertreter zwischen Machtgier und Frömmigkeit. Geschichte der Päpste (1995)
- Verlorene Kindheit. Erinnerungen aus der Kriegszeit (2006) – мемоари
- Eine kurze Geschichte des Monotheismus (2008)